# Sason hirsutum
Sason hirsutum là một loài nhện trong họ Barychelidae. Loài này phân bố ờ Indonesia.